# 四次素数
数学における、四次素数（よじそすう、英: Quartan prime）とは正のx, yを用いてx4 + y4と表される素数のことである。奇数の四次素数は16n + 1(nは自然数)の形を取る。
例えば、最小の奇数の四次素数である17は
{\displaystyle 1^{4}+2^{4}=1+16=17}
と表される。
2の場合（x = y = 1）を除いて、xとyはどちらかが奇数、どちらかが偶数になる。両方が奇数または両方が偶数の場合、結果偶数となり唯一の偶数素数である2が当てはまる。
四次素数は小さい順に、
2, 17, 97, 257, 337, 641, 881, … (オンライン整数列大辞典の数列 A002645)
である。